# 이난바섬

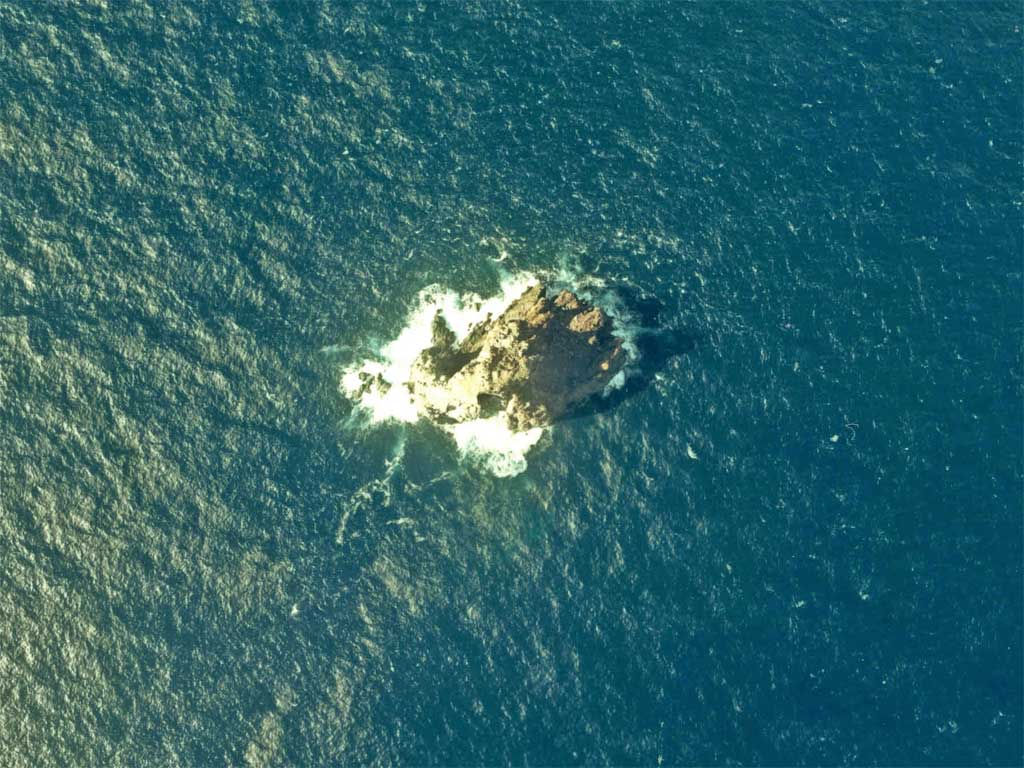

이난바섬(藺灘波島)은 일본 도쿄도 이즈 제도 미쿠라지마촌에 속해 있는 작은 암초이다. 이 섬은 소후 암과 함께 이즈 제도에서 면적이 가장 작은 섬이다. 이 섬은 미쿠라지마촌에 속해 있으며 무인도이다.

## 같이 보기
- 이즈 제도